# Şehr-i Hüzün
Şehr-i Hüzün (в переводе с осман. — «Город печалей») — второй студийный альбом турецкой рок-группы maNga, выпущен в апреле 2009 года лейблом Sony Music Entertainment. Альбом занял 36-е место в турецком хит-параде.

## Информация об альбоме
Диск записан в традиционном для группы стиле ню-метал с элементами анатолийской и турецкой народной музыки.
«Beni Benimle Bırak», «Dünyanın Sonunda Doğmuşum» и «Her Aşk Ölümü Tadacak» стали популярными в Турции синглами ещё за 2 месяца до выхода альбома. Композиции «Şehr-i Hüzün», «Gecenin Ritmi» и «Kaçamak Faslı» являются инструментальными, причём в заглавной композиции обыгрываются мелодии других песен альбома.

## Список композиций
| №   | Название                      | Перевод                        | Длительность |
| --- | ----------------------------- | ------------------------------ | ------------ |
| 1.  | «Gün Doğumu»                  | Восход солнца                  | 1:54         |
| 2.  | «Beni Benimle Bırak»          | Оставь меня на едине собой     | 3:29         |
| 3.  | «Dünyanın Sonunda Doğmuşum»   | Я был рожден в конце мира      | 4:19         |
| 4.  | «Cevapsız Sorular»            | Безответный вопрос             | 4:31         |
| 5.  | «Evdeki Ses»                  | Шум в доме                     | 3:05         |
| 6.  | «Her Aşk Ölümü Tadacak»       | Каждая любовь попробует смерть | 3:42         |
| 7.  | «Şehr-i Hüzün»                | Город печалей                  | 1:03         |
| 8.  | «Hayat Bu İşte»               | Это есть жизнь                 | 5:06         |
| 9.  | «Üryan Geldim»                | Я пришёл голым                 | 4:40         |
| 10. | «Tek Yön Seçtiğin Tüm Yollar» | Все дороги выбирают один путь  | 4:00         |
| 11. | «Gecenin Ritmi»               | Ритм ночи                      | 1:26         |
| 12. | «Hepsi Bir Nefes»             | Это все одно дыхание           | 4:42         |
| 13. | «Sessizlik Sona Erdi»         | Конец молчанию                 | 2:59         |
| 14. | «Kaçamak Faslı»               | Авантюра                       | 1:02         |
| 15. | «Alışırım Gözlerimi Kapamaya» | Привыкаю закрывать свои глаза  | 5:53         |
| 16. | «Gün Batımı»                  | Заход солнца                   | 6:52         |